# Rue de Strasbourg (Nantes)
Pour les articles homonymes, voir Rue de Strasbourg.
La rue de Strasbourg est l'une des principales artères de Nantes, en France.

## Situation et accès
Située dans le centre-ville de Nantes, la rue de Strasbourg est rectiligne, bitumée. Elle relie les cours Commandant-d'Estienne-d'Orves et John-Kennedy à la place du Port-Communeau (donnant cours des 50-Otages). Du sud au nord, elle rencontre l'allée du Port-Maillard, les rues de l'Union, de l'Emery, du Château, la place Tirant-Lo-Blanc, les rues de Verdun, Beausoleil, du Général-Leclerc-de-Hauteclocque, Notre-Dame, de la Commune, la place Saint-Jean et la rue Saint-Jean, et la rue Garde-Dieu.

## Origine du nom
Le nom de la rue vient de la ville de Strasbourg en Alsace.

## Historique
Cette voie fut créée en 1867 (déclaration d’utilité publique du 4 mai 1864) sous le nom de « rue de l'Impératrice », tout au moins pour la première partie ouverte au sud, celle qui allait du « quai du Port-Maillard » (aujourd'hui allée du Port-Maillard) à la « Haute Grande-Rue » (actuelle rue de Verdun).
Cependant, le projet d'une artère reliant le Port-Communeau au Port-Maillard est déjà évoquée au XVIIIe siècle, sur un plan établit en 1778 par l'ingénieur Jean-Rodolphe Perronet, fondateur et premier directeur de l'École nationale des ponts et chaussées.
Le percement de l'artère se fit en trois phases, dont l'une nécessita de scinder en deux l'église du couvent des Jacobins, dont le côté nord longeait l'actuelle rue de l'Union (les derniers vestiges du lieu de culte, rue des États, sont démolis en 1904).
Il entraîna également la disparition de la « rue Jussieu » (à ne pas confondre avec la rue Jussieu actuelle), anciennement « haute rue des Jacobins », qui reliait la rue des Carmélites et la place des Jacobins.
Ces travaux entraîneront la démolition des immeubles bordant également la partie sud-est de la rue des Carmélites qui ne seront dès lors pas reconstruit, permettant la création de la « place des Carmélites » (devenue depuis la place Tirant-Lo-Blanc).

Le couvent des pénitentes qui se trouvait au débouché de la place du Port-Communeau et qui fut un temps utilisé comme caserne, sera également rasé.
Les deux derniers tronçons de la rue ne furent livrés à la circulation que postérieurement. Le 12 septembre 1870, on lui donna son nom actuel, destiné à rappeler le souvenir de la ville de Strasbourg, ville faisant partie des territoires annexés par le tout nouvel Empire allemand après la guerre franco-allemande de 1870.
Les travaux de comblement de la Loire, dans les années 1920 et 1930, ont permis la création des cours Commandant-d'Estienne-d'Orves et John-Kennedy. La rue de Strasbourg est alors légèrement agrandie vers le sud, afin qu'elle rejoigne les nouvelles artères.
À la suite des travaux de restructuration du square Élisa-Mercœur, le 18 juin 2013, la rue a été prolongée d'une soixantaine de mètres à son extrémité sud, scindant en deux le jardin, et permettant de rejoindre grâce à un rond-point, les nouveaux tracés des cours « Commandant-d'Estienne-d'Orves » et « John-Kennedy », qui ont basculé au sud de celui-ci, le long de la voie ferrée Nantes/Saint-Nazaire.

## Bâtiments remarquables et lieux de mémoire
Au no 15 bis, a été construit l'un des seuls hôtels quatre étoiles localisé dans la ville et qui a ouvert ses portes en octobre 2013. Totalisant 80 chambres, il est le premier maillon d’une nouvelle chaîne hôtelière baptisée « Okko », fondée par Paul Dubrule, cofondateur du groupe Accor. Avant son installation, il s'agissait d'une ancienne fabrique de parapluie, qui a été probablement victime de la Grande dépression pendant les années 30. Dans les années 40, l'édifice devient la propriété de la maison Hachette, puis les services municipaux.   
Au no 29, on trouve l'entrée principale de l'hôtel de ville destinée à l'accueil du public et construit en 1979 par l'architecte de la ville Georges Evano.

En face de ce bâtiment, à l'angle de la rue Saint-Jean, est situé l'hôtel Saint-Aignan, bâtiment classé du XVIe siècle.

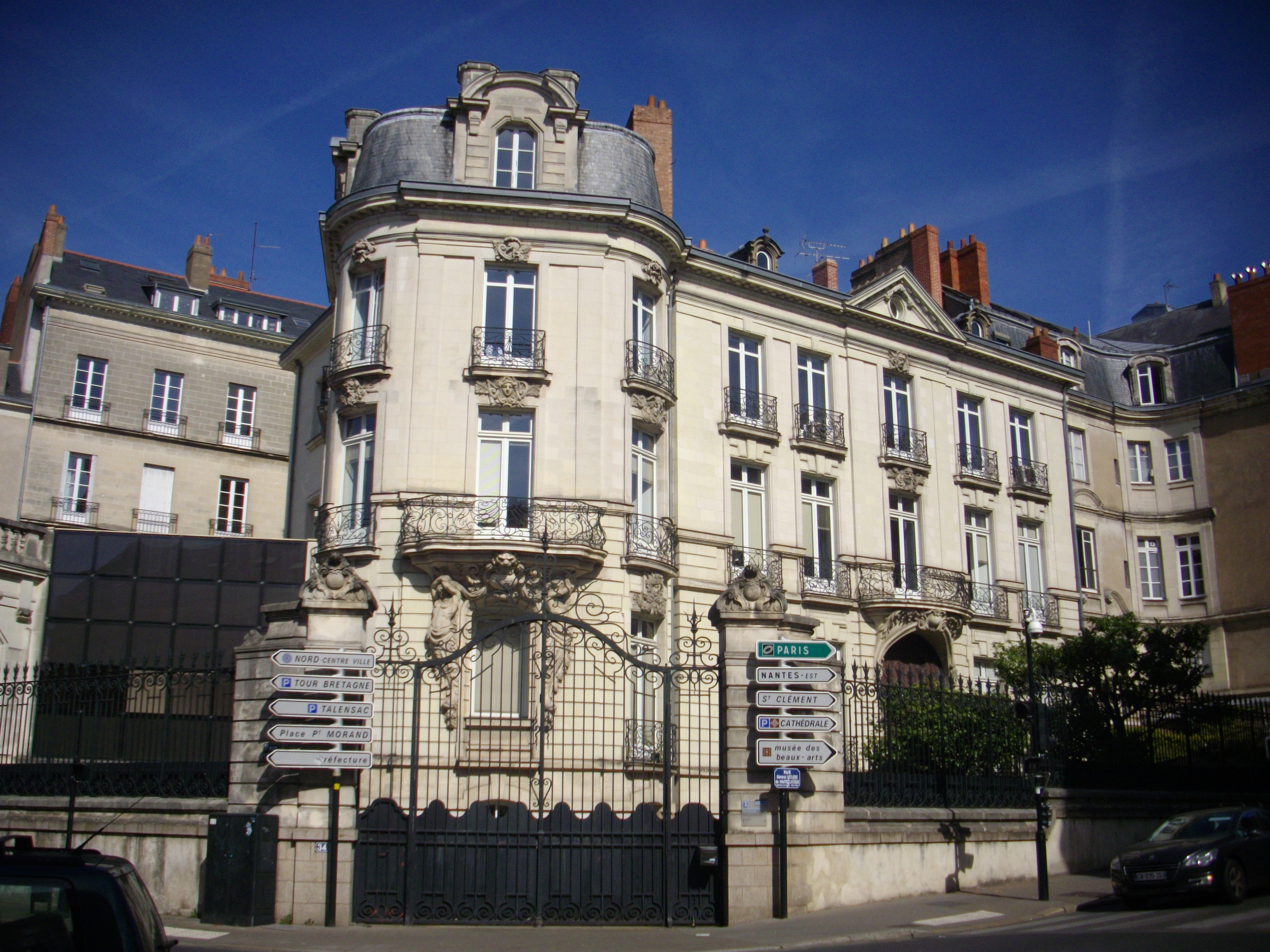
Hôtel Arnous-Rivière, 34 rue de Strasbourg.